# Canon L-objectief

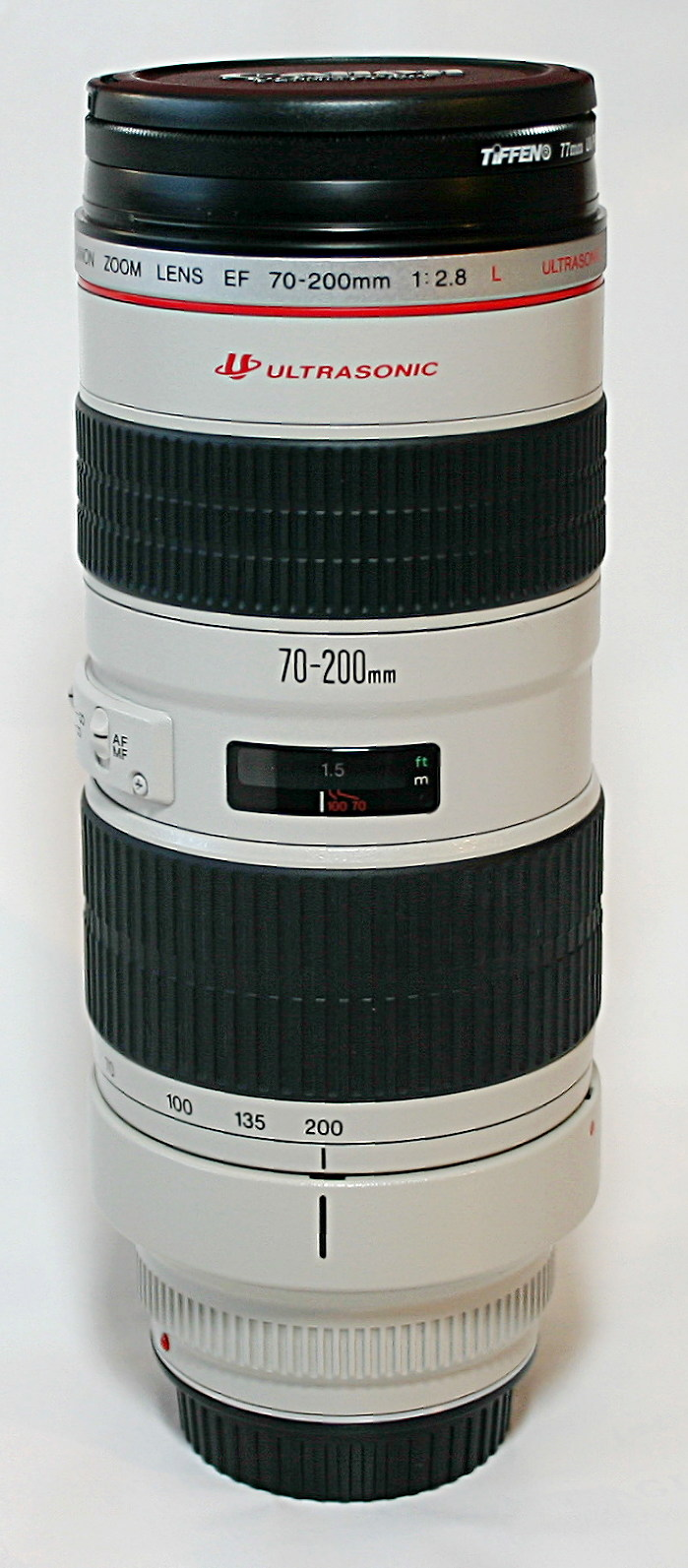
De EF 70-200mm 2.8L

Een L-objectief is een objectief voor een Canon spiegelreflexcamera en behoort tot de topmodellen in het aanbod van de Japanse fabrikant. Hoewel er meerdere opvattingen zijn over de betekenis van de 'L' wordt algemeen aangenomen dat het voor 'Luxury' staat als verwijzing naar de relatief hoge prijzen en hoogwaardige bouwkwaliteit. Er zijn L-objectieven verschenen voor zowel de FD-lensvatting als de nu gangbare EF-lensvatting. 
De Canon PowerShot Pro1 is tot op heden het enige toestel dat voorzien is van een niet verwisselbaar objectief dat als 'L' werd aangeduid.

## Karakteristieken
Om de herkenbaarheid te vergroten is elk L-objectief voorzien van een rode ring aan de voorzijde. Recente modellen zijn bovendien voorzien van pakkingen die ervoor zorgen dat de objectieven tot op zekere hoogte weerbestendig zijn.
De meeste L-objectieven delen een aantal eigenschappen:
- Zware, stevige bouw om zware omstandigheden aan te kunnen. Dit geeft L-objectieven doorgaans een relatief hoog gewicht.
- Minstens één fluoriet of laag-dispersie-element
- Een niet roterende voorzijde, optimaal voor o.a. polarisatiefilters
- Een relatief groot diafragma vergeleken met andere Canon-objectieven met dezelfde brandpuntsafstand
- Een ringvormige USM-motor waardoor te allen tijde handmatig gefocust kan worden

Hoewel deze eigenschappen eerder regel dan uitzondering zijn bij L-objectieven is er maar één gemeenschappelijke eigenschap en dat zijn hoogstaande optische prestaties.
Grotere L-objectieven zoals de EF 70-200mm en EF 100-400mm zijn voorzien van een wit geverfde body. Dit is enerzijds om de opname van hitte tegen te gaan maar anderzijds ook om de herkenbaarheid te vergroten.

## Lenscode
Elk Canon-objectief is aan de achterzijde voorzien van een code waaraan te zien is wanneer en waar het objectief geproduceerd is. De code is altijd opgebouwd uit twee letters en vier cijfers.
De eerste letter vertelt waar het objectief geproduceerd is:

U = Utsunomiya

F = Fukushima

O = Ōita
De tweede letter vertelt in welk jaar het objectief geproduceerd is:
```
A = 1960, 1986, 2012
B = 1961, 1987, 2013
C = 1962, 1988, 2014
D = 1963, 1989, 2015
E = 1964, 1990, 2016
F = 1965, 1991, 2017
G = 1966, 1992, 2018
H = 1967, 1993, 2019
I = 1968, 1994
J = 1969, 1995
K = 1970, 1996
L = 1971, 1997
M = 1972, 1998
N = 1973, 1999
O = 1974, 2000
P = 1975, 2001
Q = 1976, 2002
R = 1977, 2003
S = 1978, 2004
T = 1979, 2005
U = 1980, 2006
V = 1981, 2007
W = 1982, 2008
X = 1983, 2009
Y = 1984, 2010
Z = 1985, 2011

```

De eerste twee cijfers staan voor de maand van productie en de laatste twee cijfers zijn voor intern gebruik bij Canon.
Het afgebeelde objectief met de code UV0512 is dus geproduceerd in Utsunomiya in mei 2007.